# Formerumer Wiel
Het Formerumer Wiel is een kolk op het Friese Waddeneiland Terschelling. Het meertje ligt enkele tientallen meters van de zeedijk. Hoewel het Formerumer Wiel vernoemd is naar het plaatsje Formerum, ligt het in het dorpsgebied van Lies. Het meertje is, zoals gewoonlijk het geval is bij wielen, een gevolg van een doorbraak van de zeedijk. Het Ponswiel is daar eveneens een voorbeeld van.